# Stanmore (stacja metra)
Stanmore – naziemna stacja metra w Londynie, stanowiąca północny kraniec Jubilee Line i położona w dzielnicy Harrow. W latach 1932-1939 przebiegała nią Metropolitan Line, a następnie od 1939 do 1979 odgałęzienie Bakerloo Line. Po powstaniu w 1979 Jubilee Line, weszła w jej skład. Obecnie jest używana przez ok. 2,82 miliona pasażerów rocznie. Leży w piątej strefie biletowej.